# ハナビ
ハナビは、1998年にユニバーサルが開発・販売したパチスロ機（4号機）である。A-400タイプ。本記事では2015年にアクロスより発売された後継機種の5号機についても説明する。

## 概要
リール絵柄配列は先行機である『バーサス』のものを流用。ただしリール制御やボーナス確率などはバーサスと比較してわかりやすいように見直され、より遊びやすいものとなっている。後述する演出面なども含めた改良点がプレイヤーに好意的に受け入れられ人気を博し、売上台数が10万台を超え、4号機時代を代表するメガヒット機種となった。
ゲーム性
- 『サンダーV』で初めて搭載し人気を博した三連図柄、リールフラッシュ演出に花火をモチーフとしたデザインを採用。三連図柄には、ドンちゃんと称する花火師（後に見習いであるというストーリーが付け加えられる）が描かれ、この図柄は後の兄弟機である『大花火』『ドンチャン2』などにも引き継がれた。
- リールフラッシュ演出は花火をモチーフとしたフラッシュが発生する。また、不発フラッシュの存在でボーナスフラグ成立の可否がある程度判断でき、初心者でも安心して打てる仕様であった（角チェリー、氷成立時やレギュラーボーナス成立後にも発生する可能性はあるが、ビッグボーナス成立の可能性は全くない）。
- 従来のユニバーサル系マシン同様技術介入要素に『クランキーコンドル』から受け継がれた大量リーチ目と伝統を貫きつつも、15枚役の氷フラグは中リールだけの目押しで済んだり、リプレイはずしに2コマ目押しの余裕を持たせたりと、目押しが苦手なプレイヤーをフォローするリール配列が施された。
- 更にはリール始動音がリール回転のスタートよりも遅れる、いわゆる「遅れ」が発生するとチェリーorボーナスが確定し、ボーナス成立後には遅れの発生率がアップするため、遅れるだけでもボーナスの期待ができた。この「遅れ」は『サンダーV』のプログラム（予告音が発生する抽選テーブルを使用していた）を使ったことによる一種のバグであるが、これにより期せずして「リールスタート時の演出」という新たなジャンルが業界全体に広く認知され以後リールスタート時の「遅れ」を採用する機種が増えた。
- 通常時の小役回収打法としては、左リール上段にHANABI絵柄を止める方法が一般的である（打ち手の好みでチェリー付きの単独ドンちゃんでもよいが、左リールの目押し精度により氷の取りこぼし発生やフラグ判別が煩雑化したりと影響がある）。右リールに関しては、すべての小役が4コマ以内に配置されており取りこぼしが発生しないため、適当押しが可能である。このとき、右リールに「HANABI･リプレイ･ドンちゃん」という並びが停止した場合、斜め氷orボーナスとなる。ハナビにおける斜め氷は非常に選択率が低く、この出目はボーナスの期待が極めて高い。
- 小役減算値を利用した設定判別が可能であった。

その他
- 初期設定ではドンちゃんは女性だったとされる。本機販売開始前後にパチスロ攻略マガジンに掲載された特集記事上で記載されているが、他誌では特に触れられておらず、また、パチスロ攻略マガジン誌上でも以降触れられることがないまま、後継機種にて公式に三兄弟の設定となった。なお、ドンちゃん図柄の原型はCCエンジェルの天使図柄とされている。
- 三連ドンちゃんはパチスロ必勝ガイド読者の一部から「トリオレ」と呼ばれている。これは過去、同誌上の連載企画「或る花火の一生」の中で、「とあるホールの『ハナビ』台のドンちゃん」を主役に見立てていた。そこで自身から見たドンちゃんは即ち「俺」であることから、三連ドンちゃん→トリオの俺→トリオレと呼ばれるようになったのがはじまりである。また、右リールの「HANABI･リプレイ･ドンちゃん」は、HANABI図柄が「暖簾（のれん）」であり、ドンちゃんが「俺」であることから、「暖簾・リプレイ・俺」の略で「のりお」と呼ばれる。
- 広島バージョンのハナビが設置されていた。パチスロ必勝ガイドスタッフガル僧のプロデュースによるもの。特長として「広島東洋カープ」を連想させる赤いリール、ボーナス絵柄は「七」→「一」、リプレイ絵柄には広島に関する事柄が書かれている（サンフレッチェ、そうじゃけん、もみじまんじゅうetc）現在では7号機転用されゲームセンターで打つことが可能である。

### ボーナス確率・機械割
| 設定 | BIG      | REG      | 機械割 |
| ---- | -------- | -------- | ------ |
| 1    | 1/297.89 | 1/420.10 | 93.6%  |
| 2    | 1/277.69 | 1/420.10 | 96.2%  |
| 3    | 1/264.26 | 1/420.10 | 98.1%  |
| 4    | 1/252.06 | 1/420.10 | 100.0% |
| 5    | 1/244.54 | 1/390.10 | 102.8% |
| 6    | 1/240.94 | 1/376.09 | 104.6% |

※機械割はメーカー発表

## 後継5号機
- 2007年に、本機の5号機へのリメイク機種青ドンが開発され、ホールデビューした。

### 5号機ハナビ
- アクロスが開発し、2015年2月にホールデビューした。Aプロジェクト第3弾。
- 1,2,5,6の4段階設定。2800通り以上のリーチ目を搭載している。
- 消灯演出はリール上のパネルで行われフラッシュはリールで行われる。同時当選も搭載されておりリーチ目を出すための一枚役以外ではリプレイとチェリーに搭載されている。本機のチェリーにはA（通常チェリー）とB（レアチェリー）があり、チェリーBの方のみ同時当選の可能性があり、フラッシュで期待度を示唆している。ただし、同時当選の可能性があるのは遅れを伴わない時のみで、遅れでチェリーBだった場合はボーナス成立ゲーム否定で、不発フラッシュが発生する。
- ボーナスは別フラグのBIG（赤七とドン）とREGの3つ。
  - REGは技術介入要素は特にないが、チャレンジ要素として3連ドンのビタ押し練習が可能である。
  - BIG中は一度だけ順押しで左リール中段に赤七をビタ押しすることで14枚役が獲得できる。これを行ったのち、逆押しで消化することで最大獲得枚数である311枚を獲得することが可能であるが、ボーナス中に純ハズレが成立すると高設定の期待度が飛躍的にあがる。また逆押し時の斜め揃い風鈴は偶数設定ほど出やすい。
  - リプレイタイムが搭載されており、BIG消化後には2部構成のRTに突入する。
    - 最初のRTは「ハナビチャレンジ」で最大20ゲーム継続する。この間は「JACリプレイ」が抽選されていて、入賞させると、20ゲーム継続のRT「ハナビゲーム」に移行するが、逆押しで左リール枠上・上段に暖簾図柄を目押しすることで外すことができる。これをハナビチャレンジ終了直前まで行い、その後JACリプレイを揃えることでRTを長く遊戯することができる。ただし、JACリプレイが成立しないとハナビゲームに突入せずに終了（パンク）してしまう。RT中はパネルフラッシュすると、ハナビチャレンジ中はリプレイ以外の小役以上、ハナビゲーム中は氷かチェリーという法則があり、これらの法則が崩れるとボーナス確定でBGMが停止する。
- リール制御テーブルを複数持たせることができなくなり、出目が単調になりやすいと言われる5号機ノーマル機種において、上記のようにボーナスと重複する一枚役や内部フラグがリプレイのリーチ目役を用いることで、4号機時代の純A/Bタイプ機種にあったボーナス成立プレイ限定のリーチ目を再現し、多彩な出目を出すことに成功している。リリース当時はAT・ART全盛期であったが、従来までジャグラーシリーズ中心だったノーマルタイプ勢力図に割って入り、再びノーマル機種が脚光を浴びるきっかけとなった。

### ハナビ通
2019年5月に、本機の後継としてハナビ通が発売された。基本的なことは5号機のハナビと一緒だが、下記の点が大きく異なる。
- レギュラーボーナスにも技術介入要素（ビッグと同様の図柄狙いの後は全て3連ドンを狙う）が導入され、レギュラーでの獲得枚数が最大116枚に増えた。
- 花火チャレンジ時に、花火GAME移行リプレイおよび小役成立を示唆する演出が出なくなったため、逆押しで判別する必要がある。残り7ゲーム以降になると花火チャレンジランプが点滅する。花火ゲーム中の仕様は変更なし。
- 設定は1,2,5,6に加え設定Hが加わった5段階。設定Hはボーナス確率が他の設定に比べ極端に低い代わりに、50枚あたりのゲーム数が極端にアップしている。

## 実機シミュレーション
- パチスロ アルゼ王国2 （プレイステーション用 ソフト）
- パチスロ アルゼ王国ポケット ハナビ（ネオジオポケットカラー用 ソフト）